# Ристо Врећа
Ристо Врећа (Крајковићи, код Требиња, 15. јун 1920 – Обло Брдо код Стоца, 14. април 1943), учесник Народноослободилачке борбе и народни херој Југославије.

## Биографија
Родио се у селу Крајковићи код Требиња, 15. јуна 1920. године у сиромашној сељачкој породици. Основну школу завршио је у Требињу, а школовање је затим наставио у Подофицирској школи. Радио је као подофицир у Београду где га је и затекао почетак Другог светског рата. У априлу се вратио у родни крај и почео припрему устанка. Када је формирана чета „Шума” постао је њен командир. Учествовао је у нападима на железничку пругу и рушење пута Требиње−Дубровник, рушењу телефонских линије Ускопоље—Зеленика и у нападу на воз између станице Хум и Ускопоље.
Чета је временом прерасла у батаљон, а Ристо је изабран за заменика команданта. Члан КПЈ постао је 1942. године. Када су се партизанске јединице повукле из Херцеговине, остао је на територији Требињског среза и организовао је илегалне групе. Формирањем батаљона „Слобода” постављен је за политичког комесара. У јануару 1943. године учествовао је у борбама на планини Бјелашници. Командант батаљона је псотао када се овај батаљон прикључио новооснованом Јужнохерцеговачком НОП одреду. Погинуо је у борби са бројнијим четничким јединицама на Облом брду код Стоца.
Указом председника ФНР Југославије Јосипа Броза Тита, 24. јула 1953. године, проглашен је за народног хероја.